# おでん (漫画)
『おでん』は、中西やすひろによる日本の漫画作品。
『ヤングキング』（少年画報社）にて2010年16号から2011年10号まで隔号連載された。単行本は同社のヤングキングコミックスより刊行。
全10話

中の第6話までを収録した第1巻が既に刊行されているが、続刊は未刊の状態となっている。
商店街とおでん屋と食堂を舞台に、犬猿の仲となっている双方の店主と、親に隠れて交際する息子と娘、過去の因縁と恋人達のすれ違い等を描いた『ロミオとジュリエット』のような人情コメディーが展開される。

## 書誌情報
- 中西やすひろ 『おでん』 少年画報社〈ヤングキングコミックス〉、既刊1巻（2011年2月4日時点）
  1. 2011年2月4日発売[12]、ISBN 978-4-7859-3562-7